# Stilpnia
Stilpnia is een geslacht van zangvogels uit de familie Thraupidae (tangaren). Het geslacht is in 2016 afgesplitst na publicatie van moleculair genetisch onderzoek waaruit bleek dat het geslacht Tangara een polyfyletische groep was.

## Soorten
Het geslacht kent de volgende soorten:
- Stilpnia cyanoptera – Zwartkoptangare
- Stilpnia whitelyi – Zwartkaptangare
- Stilpnia viridicollis – Zilvertangare
- Stilpnia phillipsi – Siratangare
- Stilpnia argyrofenges – Groenkeeltangare
- Stilpnia heinei – Heines tangare
- Stilpnia larvata – Purpermaskertangare
- Stilpnia cyanicollis – Azuurkoptangare
- Stilpnia nigrocincta – Zwartborsttangare
- Stilpnia peruviana – Paranátangare
- Stilpnia preciosa – Kastanjerugtangare
- Stilpnia meyerdeschauenseei – Sandiatangare
- Stilpnia vitriolina – Roodkruintangare
- Stilpnia cayana – Sabeltangare
- Stilpnia cucullata – Grenadatangare